# Helicopis bergeri
Helicopis bergeri är en fjärilsart som beskrevs av Le Moult 1939. Helicopis bergeri ingår i släktet Helicopis och familjen Riodinidae. Inga underarter finns listade i Catalogue of Life.